# 松溪站 (福建省)
松溪站，位于中华人民共和国福建省南平市松溪县河东乡跃进村，是衢宁铁路上的火车站，于2020年9月27日启用。

## 車站周邊
- 松溪县特殊教育学校
- 松溪城东工业园

## 歷史
- 2020年9月27日启用。
- 2025年7月1日开通动车组列车[3]。

## 外部連結
- 中国铁路客户服务中心 （页面存档备份，存于）